# Homosexualidad e islam

Población musulmana porcentual por país (Pew Research Center, 2014).

Derechos LGBT en las Naciones Unidas.
Países que apoyaron la declaración de los derechos LGBT en la Asamblea General o en el Consejo de Derechos Humanos en 2008 o 2011.
Países que apoyaron una declaración contraria a la anterior en 2008 y continuaban con su oposición en 2011.
Países que no apoyaron ninguna de las dos declaraciones.
No eran miembros en 2008.
Países sin derecho a voto.

Las opiniones islámicas sobre la homosexualidad son variadas. El Hadiz contienen condenas expresas de los actos sexuales entre personas del mismo sexo. El Corán menciona en dos suras la historia del pueblo bíblico de Lot, también conocidos como sodomitas, quienes fueron destruidos por participar en actos malvados, corrupciones, violaciones a los viajeros, y entre eso, practicaban la homosexualidad; era un Pueblo que excedía los límites, según el Corán. El castigo legal para la sodomía ha ido cambiando según las escuelas jurídicas: algunas prescriben la pena capital, mientras que otras prescriben un castigo discrecional menor. La homosexualidad es considerada un delito y está prohibida en la mayoría de países islámicos, como en Arabia Saudí o Irán. En algunos países islámicos relativamente seculares o multi-religiosos como Argelia, Marruecos, Túnez, Indonesia o Turquía hay más tolerancia.
A pesar de esto, la temática homoerótica ha estado muy presente en la literatura clásica del mundo árabe e islámico. En la poesía árabe clásica se celebra muy a menudo el amor masculino, siendo más frecuente que las expresiones de atracción a las mujeres. Algunos de los más importantes poetas árabes, como Abu Nuwas, fueron abiertamente homosexuales. Las mil y una noches, el ejemplo más conocido de la literatura popular árabe medieval, abunda en referencias al amor homosexual:

"me parece ¡oh jeque!, que eres de los que prefieren los jovenzuelos a las mujeres". Mi amigo sonrió, y dijo: "¡Así es!" Ella preguntó: "¿Y por qué? ¡oh jeque!" [...] "me concederás, ¡oh mi señora! que nada en la mujer puede compararse a las perfecciones de un joven hermoso, a su talle flexible, a la finura de sus miembros, al conjunto de colores tiernos que hay en sus mejillas, a la gentileza de su sonrisa y al encanto de su voz. Por cierto que para ponernos en guardia contra una cosa tan evidente, nos dice el propio Profeta: ¡No prolonguéis vuestras miradas sobre los mozuelos sin barba, porque tienen ojos más tentadores que los de las huríes!

En ello pudo influir la tradicional separación de sexos, que han favorecido que las prácticas homosexuales no sean infrecuentes, aunque a menudo de forma clandestina y bajo un velo de hipocresía. 
Algunos exegetas musulmanes insisten en esta aceptación de facto de la homosexualidad hasta bien entrado el siglo XX, en el que la influencia colonial por un lado, y el desarrollo de movimientos islamistas y puritanos como el wahhabismo y el Salafismo yihadista por otro, hace de la homosexualidad un acto abominable y un delito:

La persecución de los homosexuales en el mundo islámico es muy reciente, y tiene que ver con la colonización y la influencia de occidente. Existen innumerables pruebas de que hasta la colonización la homosexualidad era plenamente aceptada. Durante las primeras décadas del siglo XX, el Magreb fue un "paraíso para los homosexuales", que huían de la puritana Europa en busca de la libertad sexual que se vivía en tierras del islam. En Marruecos, la homosexualidad es considerada un delito tan solo desde 1972, y esto a causa de la influencia saudí. En Indonesia (el país con más musulmanes en el mundo) jamás ha estado prohibida, siendo la escuela shafi'í mayoritaria.

La aceptación de la homosexualidad en la historia del islam está ampliamente documentada, en diferentes épocas y territorios. No era algo oculto o marginal, sino aceptado socialmente. Los estudiosos occidentales de la homosexualidad han destacado con asombro la actitud mostrada hacia este tema en dar al-islam. Merece destacarse la visión de John Boswel sobre la homosexualidad en al-Andalus de sus obras Cristianismo, tolerancia social y homosexualidad y Las bodas de la semejanza.

Ciertos musulmanes liberales, tales como los miembros de la Fundación Al-Fatiha, aceptan la homosexualidad y la consideran como algo natural, contemplando la condena religiosa como algo obsoleto en el contexto de la sociedad moderna, interpretando que el Corán se manifiesta en contra de la lujuria homosexual, pero no dice nada sobre el amor homosexual. La escritora lesbiana Irshad Manji ha expresado la opinión de que la homosexualidad es permisible dentro del Islam; sin embargo, esta sigue siendo una opinión minoritaria. 

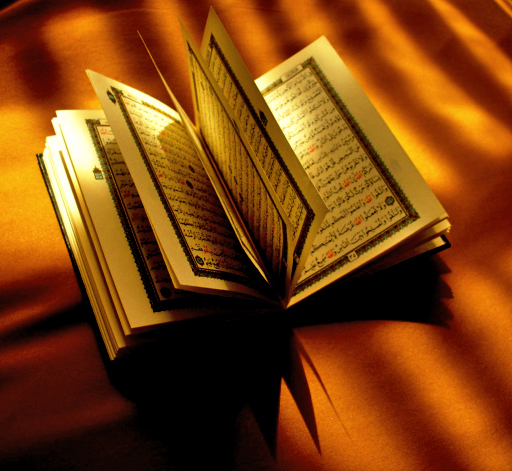
Corán abierto.

## Escritura y jurisprucencia islámica

### En el Corán

#### Mensajeros de Lot

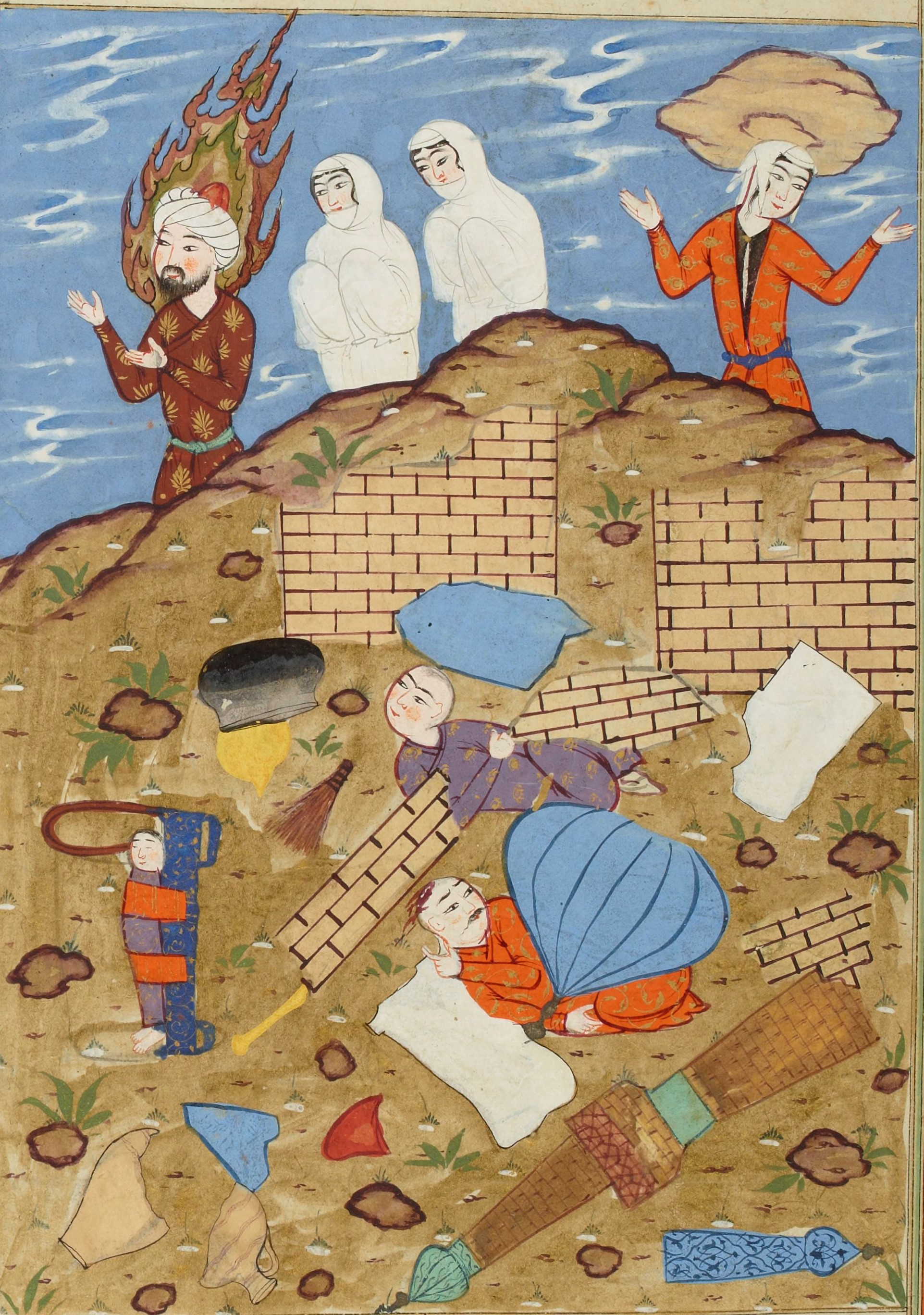
Lot huyendo de la ciudad con sus hijas; su esposa muere por una roca.

El Corán contiene varias alusiones a la homosexualidad, lo que ha gernerado una considerable exegética y comentario jurídico a lo largo de los siglos. El tema se aborda de forma más clara en la historia de Sodoma y Gomorra (siete versículos) después de que los habitantes de Sodoma exigen acceso sexual a los mensajeros enviados por dios al profeta Lot. La narración coránica se ajusta en gran medida a la que se encuentra en el Génesis. En un pasaje del Corán se dice que los hombres "solicitaron a sus invitados de él" (Corán 54:37), usando una expresión que se utiliza para describir el intento de seducción de José y en múltiples pasajes son acusados de "venir con lujuria" a los hombres en lugar de a las mujeres (o sus esposas). El Corán usa el término abominación (en árabe: فاحشة‎, romanizado: fāḥiša), sin precedentes en la historia del mundo:

Corán 7.80-84 Y a Lot. Cuando dijo a su pueblo: "¿Cometéis una deshonestidad que ninguna criatura ha cometido antes? Ciertamente, por concupiscencia, os llegáis a los hombres en lugar de llegaros a las mujeres. ¡Sí, sois un pueblo inmoderado!» Lo único que respondió su pueblo fue: «¡Expulsadles de la ciudad! ¡Son gente que se las da de puros!"  Y les salvamos, a él y a su familia, salvo a su mujer, que fue de los que se rezagaron. E hicimos llover sobre ellos una lluvia: ¡Y mira cómo terminaron los pecadores!

Corán 26.160-175 El pueblo de Lot contradijo a los enviados. Cuando su hermano Lot les dijo: "¿Es que no vais a temer a Alá? Tenéis en mí a un enviado digno de confianza. ¡Temed, pues, a Alá y obedecedme! No os pido por ello ninguna recompensa. Mi recompensa no incumbe sino al Señor del universo. ¿Os llegáis a los varones, de entre los creados, y descuidáis a vuestras esposas, que vuestro Señor ha creado para vosotros? Sí, sois gente que viola la ley". Dijeron: "Si no paras, Lot, serás, ciertamente, expulsado". Dijo: "Detesto vuestra conducta. ¡Señor! ¡Sálvanos, a mí y a mi familia, de lo que hacen!" Y les salvamos, a él y a su familia, a todos, salvo a una vieja entre los que se rezagaron. Luego, aniquilamos a los demás. E hicimos llover sobre ellos una lluvia. ¡Lluvia fatal para los que habían sido advertidos! Ciertamente, hay en ello un signo, pero la mayoría no creen. ¡En verdad tu Señor es el Poderoso, el Misericordioso!

La literatura exegética posterior se construyó sobre estos versículos según los autores trataban de dar sus propios puntos de vista sobre lo que pasó. Hubo un consenso general entre los exegetas de que la "abominación" aludida por los pasajes del Corán fue el intento de sodomía (específicamente el coito anal) entre hombres.
Los pecados de la gente de Lot (en árabe:  لوط‎) posteriormente se convirtieron en proverbial y las palabras árabes para denominar el sexo entre hombres (en árabe:  لواط ‎, romanizado: liwāṭ) y para la persona que realiza tales actos (en árabe:  لوطي ‎, romanizado: lūṭi) irónicamente derivan ambas del nombre de Lot (a pesar de que Lot era el único que no demandaba sexo).

#### Zina(verso)
Sólo un pasaje en el Corán prescribe una posición estrictamente legal. Sin embargo no se limita a la conducta homosexual, sino que se ocupa más bien con la zina (relaciones sexuales ilícitas):

Corán 4.15-16 Llamad a cuatro testigos de vosotros contra aquéllas de vuestras mujeres que cometan deshonestidad. Si atestiguan, recluidlas en casa hasta que mueran o hasta que Alá les procure una salida. Si dos de los vuestros la cometen, castigad a ambos severamente. Pero, si se arrepienten y enmiendan, dejadles en paz. Alá es indulgente, misericordioso.

La mayoría de los exegetas consideran que estos versículos se refieren a relaciones heterosexuales ilícitas, aunque un punto de vista minoritario, atribuido al erudito mu'tazili Abu Muslim al-Isfahani, las interpretó como referentes a las relaciones homosexuales. Esta opinión fue ampliamente rechazada por los eruditos medievales, pero ha encontrado cierta aceptación en tiempos modernos.

#### Coperos en el paraíso
Algunos versículos del Corán que describen el paraíso se refieren a "muchachos inmortales" (56:17, 76:19) u "hombres jóvenes" (52:24) que sirven vino bendecido. Aunque la literatura tafsir no interpreta esto como una alusión homoerótica, la conexión se hizo en otros géneros literarios, mayormente de forma humorística. Por ejemplo, el poeta abasí Abu Nuwas escribió:

Un muchacho hermoso vino llevando el vino
Con las manos lisas y los dedos teñidos con henna
Y con el pelo largo de rizos dorados alrededor de sus mejillas […]
Tengo un muchacho que es como los hermosos muchachos del paraíso
Y sus ojos son grandes y hermosos

Los juristas de la escuela hanafí se tomaron la cuestión de forma seria, considerando, pero en última instancia rechazando, la sugerencia de que los placeres homosexuales eran, como el vino, prohibidos en este mundo pero disfrutados en el más allá.

### El hadiz y elatar
El hadiz (dichos y hechos atribuidos a Mahoma) muestran que el comportamiento homosexual no se desconocía en Arabia en el siglo VII. Sin embargo, dado que el Corán no especifica el castigo de la sodomía homosexual, los juristas islámicos se apoyaron cada vez más en varios hadiz "más explícitos pero mal atestiguados", en un intento de encontrar una guía sobre el castigo adecuado.
Si bien no hay información en relación con la homosexualidad en las colecciones de hadiz más conocidas de  Bukhari y  Muslim, otras colecciones canónicas incluyen una serie de condenas del "acto del pueblo de Lot" (coito anal masculino). Por ejemplo, Abu 'Isa Mahoma ibn 'Isa at-Tirmidhi (que compiló el Sunan al-Tirmidhi alrededor del 884 d. C.) escribió que Mahoma había prescrito la pena de muerte tanto para el activo y como para el pasivo asociado:

Narrado por Abdullah Ibn Abbas: el Profeta dijo: si encuentras a alguien haciendo lo que hizo la gente de Lot, mata al que lo hace y al que se lo están haciendo.
 Sunan Abu Dawood 38:4447, Al-Tirmidhi, 15:1456, Ibn Maayah, 20:2561

Narrado por Abdullah Ibn Abbas: si un hombre que no está casado es sorprendido cometiendo sodomía, será apedreado hasta la muerte.
 Sunan Abu Dawood 38:4448

Ibn al-Yawzi (1114 – 1200), escribiendo en el siglo XII, afirmó que Mahoma había maldecido a "sodomitas" en varios hadiz y había recomendado la pena de muerte tanto para los activos, como para los pasivos en actos homosexuales.

Se ha narrado que Ibn Abbás dijo: "el Profeta dijo:"... maldito es aquel que hace la acción del pueblo de Lot."
 Musnad Ahmad:1878

Ahmad narró de Ibn Abbas que el Profeta de Dios dijo: "que Dios maldiga al que hace la acción del pueblo de Lot, que Alá maldiga al que hace la acción del pueblo de Lot", tres veces.
 Musnad Ahmad:2915

Al-Nuwayri (1272 – 1332) en su Nihaya afirma que Mahoma "supuestamente dijo que lo que más temía para su comunidad eran las prácticas del pueblo de Lot (aunque parece haber expresado la misma idea con respecto al vino y la seducción femenina)."

Se narró que Jabir: "el Profeta dijo: 'no hay nada que teme para más mis seguidores que la escritura del pueblo de Lot.'"
 al-Tirmidhi:1457, Ibn Maayah:2563

Otros hadices parecen permitir sentimientos homoeróticos siempre y cuando no aboquen en actos concretos. Un hadiz reconoce la tentación homoerótica y advierte contra ella: "no miren a los jóvenes imberbes, porque de cierto tienen ojos más tentadores que las hurís". o "... es cierto, se asemejan a las hurís". A estos jóvenes imberbes también se les describe como usando túnicas suntuosas y con el cabello perfumado.
Además, hay una serie de "supuestas (pero mutuamente incoherentes) informaciones" (atar) de castigos por sodomía ordenados por los primeros califas. Abu Bakr al parecer recomendó derribar una pared sobre el culpable o sino, quemarlo vivo, mientras que de Ali Ibn Abi Tálib se dice que ordenó la muerte por lapidación de un sodomita y en octra ocasión su lanzamiento de cabeza desde un minarete — según Ibn Abbas, este último castigo debe ser seguido por una lapidación.
Hay un número menor de hadices mencionando el comportamiento homosexual entre mujeres; sin embargo, el castigo (si existe) por lesbianismo nunca fue aclarado.
La colección de hadices de Bukhari (compilada en el siglo IX sobre una tradición oral anterior) incluye un hadiz sobre mukhannathun, hombres afeminados a los que se les concedió acceso a los aposentos exclusivos de las mujeres y que participaron en otros no comportamientos de género no normativos:

Contado por Abdullá Ibn Abbas: el Profeta maldijo a los hombres afeminados; aquellos hombres que son a semejanza (asumen las costumbres de las mujeres) y a las mujeres que asumen las costumbres de los hombres y dijo, "echadlos fuera de sus casas." El Profeta expulsó a tal y tal hombre y Umar expulsó a tal y tal mujer.
 Sahih al-Bukhari, 7:72:774

En los hadices atribuidos a las esposas de Mahoma, un mukhannath en cuestión expresó su aprecio por el cuerpo de una mujer y lo describió para el beneficio de otro hombre. Según Everett Rowson, ninguna de las fuentes afirman que Mahoma desterró a más de dos mukhannathun, y no está claro en qué medida se tomó la acción, debido a su ruptura de las reglas de género en sí mismas, o por el "daño a instituciones social percibido por culpa de sus actividades como casamenteros y su correspondiente acceso a las mujeres".

### Ley islámica tradicional
De acuerdo con la ley islámica tradicional, la actividad homosexual no puede ocurrir de manera legal porque tiene lugar fuera matrimonio y entre parejas del mismo sexo.
La escasez de prescripciones concretas derivadas del hadiz y la naturaleza contradictoria de la información sobre las acciones de las primeras autoridades resultaron en la falta de acuerdo entre los juristas clásicos en cuanto a cómo debía tratarse la actividad homosexual. La mayoría de las escuelas jurídicas trataban las relaciones sexuales homosexuales con penetración de manera similar a las relaciones heterosexuales ilegales bajo la rúbrica de zina, pero había diferencias de opinión con respecto a los modos de castigo. Algunas escuelas jurídicas "prescribieron la pena capital para la sodomía, pero otros optaron sólo por un castigo discrecional relativamente leve." Los hanbalíes son los más severos de entre las escuelas suníes, insistiendo en la pena capital para el sexo anal en todos los casos, mientras que las otras escuelas generalmente restringen el castigo a la flagelación con o sin destierro, a menos que el culpable sea muhsan (un adulto casado libre musulmán). Los hanafíes a menudo no sugerían ningún castigo físico en absoluto, dejando la elección a la discreción del juez. El fundador de la escuela hanafí, Abu Hanifa se negó a reconocer la analogía entre la sodomía y la zina, aunque sus dos estudiantes principales no estuvieron de acuerdo con él en este punto. El erudito hanafí Abu Bakr al-Jassas (fallecido en 981) argumentó que los dos hadices que hablan sobre la ejecución de homosexuales "no son fiables de ninguna forma y no se puede prescribir ningún castigo legal basado en ellos". En los escritos en los que se prescribe la pena capital y se recomienda un método particular, los métodos van desde lapidación (Hanbali, Maliki), hasta la espada (algunos hanbalíes y shafiíes), o dejándola a merced de la corte, para que elija entre varios métodos, incluyendo tirar al culpable de un edificio alto (chiitas).
Por razones poco claras, el tratamiento de la homosexualidad en la jurisprudencia imaní es generalmente más dura que en la jurisprudencia suní, mientras que los juristas chiitas zaydianos e ismailiíes tomaron posiciones similares a los suníes. En las escuelas en las que se prescribe la flagelación hay una tendencia a la indulgencia y algunos recomiendan que la sanción prescrita no se debe aplicar en su totalidad, con Ibn Hazm reduciendo el número de golpes a diez. Hubo un debate sobre si los actores activos y pasivos en el sexo anal debían ser castigado por igual. Más allá del sexo anal penetrativo, hubo un "acuerdo general" en que "otros actos homosexuales (incluyendo cualquiera entre mujeres) eran delitos menores, sujetos sólo a castigos discrecionales." Algunos juristas consideraron las relaciones sexuales como posibles solo para personas que posean un falo; de ahí la definición de relaciones sexuales que se basan en que es suficiente la penetración del pene hasta la corona del glande en el orificio de la pareja. Ya que las mujeres no poseen falo y, por tanto, según esta interpretación, no pueden tener relaciones sexuales entre sí, son físicamente incapaces de cometer zina.
Dado que un castigo hadd para la zina requiere la declaración de cuatro testigos oculares directos del acto de penetración o una confesión del acusado repetida cuatro veces, los criterios legales para los castigos severos prescritos por actos homosexuales eran muy difíciles de cumplir. Los debates de los juristas clásicos son "en gran medida teóricos, ya que las relaciones homosexuales siempre han sido toleradas" en las sociedades islámicas premodernas. Aunque es difícil determinar en qué medida las sanciones legales se han aplicado en diferentes épocas y lugares, el registro histórico sugiere que las leyes se invocaron principalmente en casos de violación u otra "infracción excepcionalmente flagrante de la moral pública". Los casos documentados de enjuiciamiento por actos homosexuales son raros, y los que siguieron el procedimiento legal prescrito por la ley islámica son aún más raros.

### Interpretaciones modernistas de las escrituras y de la sharía
En su libro de 2016, Kecia Ali observa que "los eruditos contemporáneos discrepan marcadamente sobre la perspectiva del Corán en cuanto a la intimidad homosexual." Un erudito representa la perspectiva convencional al argumentar que el Corán "es muy explícito en su condena de la homosexualidad, dejando apenas hueco para dar cabida teológica a la homosexualidad en el Islam." Otro erudito argumenta que "el Corán no aborda explícitamente la homosexualidad o los homosexuales." En general, Ali dice que "no hay una perspectiva musulmana única en ningún caso." Muchos eruditos musulmanes han seguido una política de "no preguntar, no decir" en lo que respecta a la homosexualidad en el islam, tratando al sujeto con pasividad.
Mohamed el-Moctar el-Shinqiti, director del Islamic Center of South Plains de Texas, ha argumentado que "[aunque] la homosexualidad es un pecado grave [...] no se declara ningún castigo legal en el Corán para la homosexualidad [...] [b] no se informa de que el Profeta Mahoma haya castigado a alguien por cometer homosexualidad [...] [c] no hay hadices auténticos del Profeta que prescriben un castigo para los homosexuales [...]" Eruditos clásicos de hadiz tales como Al-Bukhari, Yahya ibn Ma'in, Al-Nasa'i, Ibn Hazm, Al-Tirmidhi, y otros han impugnado la autenticidad de los hadices que contienen estas afirmaciones. En esto coincide con el periodista islamista egipcio Mahoma Jalal Kishk.
Faisal Kutty, profesor de derecho islámico en Indiana, en la Valparaiso University Law School, y en Toronto, en la Osgoode Hall Law School, realizó algunos comentarios sobre el debate contemporáneo sobre el matrimonio entre personas del mismo sexo en un ensayo del 27 de marzo de 2014 en el Huffington Post. Kutty, que en el pasado escribió en apoyo de permitir los principios islámicos en la resolución de disputas, también señaló que "la mayoría de los musulmanes no tienen ningún problema en extender los derechos humanos plenos a aquellos, incluso los musulmanes, que viven juntos 'en pecado'". Argumentó que, por tanto, parece hipócrita negar derechos fundamentales a las parejas del mismo sexo. Además, estuvo de acuerdo con el erudito jurídico islámico Mohamed Fadel, argumentando que aquí no se trata de cambiar el matrimonio islámico (nikah), sino de "asegurarse de que todos los ciudadanos tengan acceso a los mismos tipos de beneficios públicos".
En un libro de 2012, Aisha Geissinger escribe que hay "puntos de vista musulmanes aparentemente irreconciliables en los deseos y actos homosexuales," todos los cuales afirman "autenticidad interpretativa." Una de estas posiciones es el resultado de interpretaciones "queer-friendly" de la historia del Lot y del Corán. La historia de Lot se interpreta como la condena de "la violación y la inhospitalidad en lugar de [como de] las relaciones homosexuales consentidas de hoy." En esto coincide con el erudito musulmán Scott Siraj al-Haqq Kugle. Una crítica del enfoque, las interpretaciones y las conclusiones de Kugle fueron publicados en 2016 por Mobeen Vaid.
En su libro Islamic Law and Muslim Same-Sex Unions, Junaid Jahangir y Hussein Abdullatif argumentan que las interpretaciones que aplican la historia coránica del pueblo de Lot y la noción clásica derivada de liwat a las relaciones homosexuales reflejan las normas socioculturales y el conocimiento médico de las sociedades que produjeron esas interpretaciones. Sostienen además que la noción de liwat es compatible con la narrativa coránica, pero no con la comprensión contemporánea de las relaciones homosexuales basadas en el amor y las responsabilidades compartidas.

## Historia de la homosexualidad en las sociedades islámicas
Las sociedades islámicas han reconocido "tanto la atracción erótica, como el comportamiento sexual entre miembros del mismo sexo." Sin embargo, sus actitudes han sido a menudo contradictorias: "severas sanciones religiosas y legales" contra el comportamiento homosexual y, al mismo tiempo, "manifestaciones celebrando" la atracción erótica. Homoerotismo era idealizado en forma de poesía (véase la voz poesía homoerótica hispanoárabe) o declaraciones artísticas de amor de un hombre hacia otro. Así, la lengua árabe contiene un notable vocabulario de términos homoeróticas, con docenas de palabras para describir los diferentes tipos de prostitutos. Schmitt (1992) identifica veinte palabras en árabe, persa y turco para identificar a aquellos que son penetrados. Otras palabras árabes relacionadas incluyen mujannathun, ma'bûn, halaqī y baghghā.

### Época premoderna
Hay poca evidencia de prácticas homosexuales en las sociedades islámicas del primer siglo y medio de la era islámica. La poesía homoerótica aparece de repente a finales del siglo VIII d. C., particularmente en Bagdad, en la obra de Abu Nuwas (756-814), que se convirtió en un maestro de todos los géneros de poesía árabe contemporáneos. El famoso autor Al-Jahiz trató de explicar el abrupto cambio en la actitud hacia la homosexualidad tras la revolución abasí con la llegada del ejército abasí desde Jorasán, de los que se decía que se consolaban con pajes masculinos cuando se les prohibió llevar con ellos a sus esposas. Le mejora de la prosperidad que siguió a las primeras conquistas fue acompañado por una "corrupción de la moral" en las dos ciudades sagradas de La Meca y Medina, y se puede deducir que las prácticas homosexuales se hicieron más comunes durante esta época como resultado de la aculturación de costumbres extranjeras, como la música y el baile practicado por los mujannathun, que eran en su mayor parte extranjeros. Se cuenta del califa abasí Al-Amín (809-813) que exigía que sus esclavas fuesen vestidas con ropa masculina, para que se le pudiese persuadir tener sexo con ellas, y una moda más extendida de las ghulamiyyat (chicas masculinas) se refleja en la literatura de la época.
La concepción de la homosexualidad que se encuentra en los textos islámicos clásicos son similares a la tradición clásica griega y romana, más que a las nociones occidentales modernas de la orientación sexual. Se esperaba que muchos o la mayoría de los hombres maduros estarían atraídos sexualmente por tanto mujeres como por muchachos adolescentes (con distintas opiniones sobre la edad adecuada de los muchachos), y se esperaba también que los hombres solo quisiesen adoptar el papel activo una vez adultos. La preferencia de relaciones homosexuales a las heterosexuales era visto como una cuestión de gusto personal, más que como una identidad homosexual en el sentido moderno. Mientras que tener elpapel activo en las relaciones homosexuales no conllevaba un estigma social más allá del comportamiento licencioso, buscar un papel pasivo se consideraba tanto contra natura como vergonzoso para un hombre adulto. Siguiendo los precedentes griegos, la tradición médica islámica consideraba paológico solo el caso del pasivo y no se preocupada de otras formas de comportamiento homosexual.

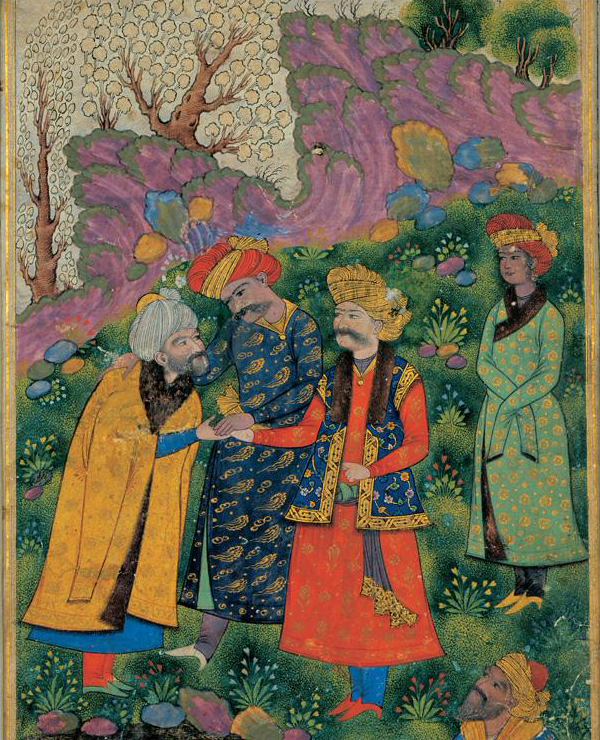
Mahmud de Gazni (vestido de rojo), dando la mano a un jeque, con su compañero Malik Ayaz detrás (1515).

Durante su época inicial, el crecimiento de la barba se consideraba la edad habitual en la que un adolescente perdía su atractivo homoerótico, como se demuestra en las protestas poéticas en las que el autor todavía consideraba a su amante hermoso, a pesar de que ya le crecía la barba. En épocas posteriores, la edad típica del amante se hizo más ambigua y este cambio tiene un prototipo que a menudo aparece en la poesía persa de soldados turcos. Esta tendencia está bien ilustrada en la historia de Mahmud de Gazni (971–1030), gobernante del Imperio gaznávida, y su copero Malik Ayaz. Su relación, que ha sido atestiguada en parte en fuentes contemporáneas, se convirtió en un motivo habitual de la literatura persa, comparable a la historia de Layla y Majnún. Los poetas solían ilustrar el poder del amor señalando a Mahmud como ejemplo de un hombre que se convierte en "esclavo de su esclavo", mientras que Malik Ayaz se convertía en "la personificación del amado ideal y un modelo de la pureza en la literatura sufí."
Otros ejemplos famosos de homosexualidad incluyen al emir aglabí Ibrahim II de Ifriqiya (gobernó de 875–902), del que se decía que estaba rodeado de unos sesenta catamitas, a los que supuestamente trataba de forma horrible. El califa Al-Mutásim del siglo IX y algunos de sus sucesores fueron acusados de homosexualidad. Historias populares cuentan que, en tiempos de la Reconquista, el califa de Córdoba, Abderramán III ejecutó a cautivo joven de León por haber rechazado sus avances.
El poeta iraní del siglo XIV, Obeid Zakani, en sus múltiples historias y poemas satíricos ridiculizó la contradicción entre la estricta prohibición de la homosexualidad por un lado y su práctica común por otro. El siguiente fragmento es solo un ejemplo de su Ressaleh Delgosha: "Dos hombres viejos, que solían intercambiar sexo desde su infancia, estaban haciendo el amor en lo alto del minarete de la mezquita en la ciudad sagrada de Qom. Cuando ambos habían acabado su turno, uno le dijo al otro: 'prácticas vergonzosas han arruinado nuestra ciudad'. El otro hombre asintió con la cabeza y contestó: 'tú y yo somos los ancianos bendecidos de la ciudad, ¿qué esperas de los demás?'"
Fuentes europeas dicen del sultán otomano del siglo XV, Mehmed el Conquistador, "quien era conocido por poseer gustos sexuales ambivalentes, que envió un eunuco a la casa de Notaras, exgiéndole que le proporcionase su hermoso hijo de catorce años para el placer del sultán. Cuando Notaras se negó, el sultán inmediatamente ordenó su decapitación, junto con la de su hijo y su yerno; y las tres cabezas fueron colocadas en una mesa de banquetes delante de él." Otro joven que Mehmed consideraba atractivo y que parece que fue más acomodaticio, fue Radu el Hermoso, el hermano de Vlad el Empalador, "Radu, rehén en Constantinopla, cuya belleza había atraído el interés del sultán y que por lo tanto fue selecionado para servir como una de sus pajes favoritos." Tras la derrota de Vlad, Mehmed colocó a Radu en el trono de Valaquia como vasallo. Sin embargo, las fuentes turcas niegan estas historias.
Según la Encyclopedia of Islam and the Muslim World:

Whatever the legal strictures on sexual activity, the positive expression of male homeoerotic sentiment in literature was accepted, and assiduously cultivated, from the late eighth century until modern times. First in Arabic, but later also in Persian, Turkish and Urdu, love poetry by men about boys more than competed with that about women, it overwhelmed it. Anecdotal literature reinforces this impression of general societal acceptance of the public celebration of male-male love (which hostile Western caricatures of Islamic societies in medieval and early modern times simply exaggerate).
Fuera cual fuera la estructura legal sobre actividades sexuales, la expresión positiva del sentimiento homoerótico en la literatura estaba aceptada y era cultivada con asiduidad, desde finales del siglo VIII hasta época moderna. Primero en árabe, pero más tarde también en persa, turco y urdú, la poesía amorosa de hombres sobre muchachos hacía mucho más que competir con aquella sobre las mujeres, la arrollaba. La literatura anecdótica refuerza la impresión de una aceptación social general de la celebración del amor entre hombres (que la literatura occidenteal hostil sobre las sociedades islámicas medievales y modernas simplemente exageran).

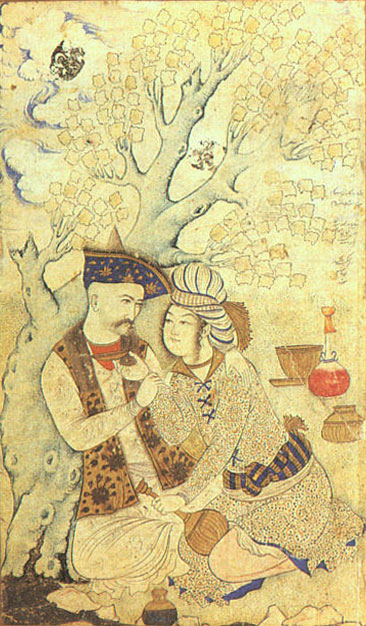
Abás el Grande, sah de Irán, con un paje (1627).

Viajeros europeos señalaron que a Abás el Grande (1588-1629), sah de Persia, le gustaban las fiestas y el vino, pero también los pajes y coperos atractivos. Una pintura de Riza Abbasi, de carácter homoerótico, muestra al sah disfrutando de esos placeres.
"La homosexualidad fue un asunto simbólico clave a lo largo de la Edad Media en [la] Península iberica [islámica]. Como era de costumbre en todas partes hasta el siglo XIX, la homosexualidad no era vista como una disposición innata o un 'identidad'; la clave estaba en las prácticas sexuales no procreadoras, de las cuales la sodomía era la más controvertida." Por ejemplo, en "Al-Ándalus las élites intelectuales y políticas se entregaban a los placeres homosexuales con gusto. La evidencias incluyen el comportamiento de gobernantes [...] que mantenían harenes masculinos."
En cuanto a épocas posteriores, del siglo XVI al XVIII, las actitudes no cambiaron en gran medida. Khaled el-Rouayheb (2014) mantiene que "mucha, por no decir la mayoría de la poesía amorosa existente del periodo tiene un tono pederástico, mostrando a un hombre adulto enamorado apasionadamente con un muchacho adolescente." El-Rouayheb sugiere que aunque los teólogos islámicos consideraban la sodomía como un pecado horrendo, la mayoría no creía realmente que fuera ilícito enamorarse de un muchacho o expresar ese amor en poesía. Sin embargo, en la sociedad secular el deseo masculino de penetrar a un joven deseado era considerado como comprensible, aunque ilegal. Por otra parte, los hombres que adoptaban el papel pasivo soportaban un estigma social. El término médico ubnah cualificaba el deseo patológico de un hombre de ser exclusivamente penetrado. Entre los médicos que hablaban sobre el ubnah, Al-Razi creía que estaba relacionado con unos genitales pequeños y que era curable, siempre que el sujeto no fuese excesivamente afeminado y el comportamiento no fuese "prolongado". Dawud al-Antaki afirmaba que podría haber sido causado por una sustancia antiácida incrustada en las venas del ano, causando su picor y por lo tanto la necesidad de buscar alivio.
En los escrítos místicos medievales, tal como es el caso de los textos sufíes, resulta "difícil determinar si el amado al que se dirigen es un muchacho o es dios".

### Época contemporánea
Las actitudes hacia la homosexualidad en el Imperio otomano sufrieron un cambio drástico en el siglo XIX. Antes, la sociedad otomana aceptaba las relaciones homoeróticas como normales, a pesar de las condenas religiosas. La ley del sultanato otomano (kanun) tendía a tratar de forma igual a los homosexuales y a los heterosexuales. La literatura de interpretación de los sueños aceptaba la homosexualidad como natural, y Karagöz, el protagonista de muchas obras populares de teatro de sombras, mantenía sexo homosexual tanto activo como pasivo. Pero en el siglo XIX la sociedad otomana comenzó a recibir ideas sobre la sexualidad desde Europa, así como textos críticos sobre la sociedad otomana de autores europeos, que incluían la homosexualidad. Estas críticas asociaban la debilidad del Imperio y la corrupción de su gobierno con la "corrupción sexual". Hacia la década de 1850 estas ideas generaron vergüenza y autocensura entre la población en todo lo que se relacionaba con las actitudes tradicionales hacia el sexo en general y hacia la homosexualidad en particular. La literatura de la interpretación de sueños disminuyó, el teatro de sombras fue limpiado de sus elementos más vulgares y el homoerotismo comenzó a ser visto como anormal y vergonzoso. A pesar de ello, la homosexualidad fue legalizada en el Imperio otomano en 1858, como parte de una serie de reformas durante el tanzimat.
En el siglo XIX y principios del XX, el contacto sexual homosexual era visto como relativamente normal en Oriente medio, debido en gran parte a la extendida segregación por sexos, lo que convertía a los encuentros heterosexuales fuera del matrimonio en muy difíciles. Según Georg Klauda,"innumerables escritores y artistas, como André Gide, Oscar Wilde, Edward M. Forster y Jean Genet peregrinaron en los siglos XIX y XX desde la homofóbica Europa hacia Argelia, Marruecos, Egipto y varios otros países árabes, donde el sexo homosexual no solo no recibía discriminación y segregación subcultural, sino que más bien, además como resultado de la rígida separación de los sexos, parecía estar disponible en cada esquina."
Con referencia al mundo islámico en su sentido más extenso, Tilo Beckers afirma que el rechazo moderno y la criminalización de la "homosexualidad en el islam ganó impulso a través de los efectos exógenos del colonialismo europeo [...]" El pensamiento europeo de la época trataba la homosexualidad como "contra natura". Según Thomas Bauer, catedrático de la Universidad de Münster, durante unos mil años, hasta 1979 (Revolución Islámica de Irán) , no hay ningún caso documentado en el mundo islámico en el que un hombre hubiera sido juzgado por relaciones sexuales consentidas con otro hombre. A pesar de que los movimientos islámicos contemporáneos condenan la homosexualidad como una forma de decadencia occidental, el prejuicio actual contra la homosexualidad entre el público musulmán procede de una amalgama de la tradición legal islámica, con nociones populares que fueron importadas de Europa durante el colonialismo, cuando la superioridad militar y cultural occidental convirtieron las nociones occidentales sobre la homosexualidad en especialmente influyentes.
En algunos países de mayoría islámica las actuales leyes homófobas fueron implantadas por los poderes coloniales europeos o los órganos soviéticos, que se mantuvieron tras la independencia. El código penal indio de 1860, que incluía un artículo contra la homosexualidad, fue empleado de base del código penal de otras partes del Imperio británico. De entre las excolonias británicas y francesas, sólo Jordania, Baréin y la India —tan recientemente como en 2018— han abolido las penas contra el sexo homosexual consentido introducidas por las potencias coloniales.
La persecución de los homosexuales se ha visto exacerbada en las últimas décadas por el aumento del fundamentalismo islámico y la emergencia de movimientos LGBT en Occidente, que ha permitido pintar a la homosexualidad como una importación nociva de Occidente. Esta actitud se ha visto reflejada tanto en clérigos suníes como chías. Así, en 2017 el jeque egipcio Yusuf al-Qaradawi, que ha sido presidente del European Council for Fatwa and Research, respondió a la pregunta sobre si los homosexuales deberían ser castigados, "hay desacuerdo [... pero] lo importante es que se trate el acto como un delito." Desde el punto de vista chía, el ayatolá Alí Jamenei, líder supremo de Irán ha afirmado que "no hay peor forma de degeneración moral que [la homosexualidad...] Pero no se paran ahí. En el futuro, so se exactamente cuando, legalizarán el incesto o incluso peor." Mohammad Javad Larijani, un consejero cercano a Jamenei añadió que "[la homosexualidad] es considerada la norma en Occidente y nos están forzando a aceptarla. Estamos muy en contra de eso."

## Estatus legal en los países musulmanes actuales
La homosexualidad tiene un estatus legal bastante diferente según los países, pero aún es un delito en muchos países musulmanes, las penas que se imponen son muy dispares, como ya se ha mencionado antes, y pueden suponer incluso la pena de muerte en ejecución pública como en Arabia Saudí o Irán. La mayoría de las organizaciones de derechos humanos, tales como Human Rights Watch y Amnistía Internacional condenan las leyes que consideran las relaciones homosexuales entre adultos un delito. Desde 1994 el Comité de Derechos Humanos de las Naciones Unidas ha regulado que tales leyes violan el derecho a la privacidad garantizada por la Declaración Universal de los Derechos Humanos y el Pacto Internacional de Derechos Civiles y Políticos. Incluso así la mayoría de los países musulmanes mantienen que esas leyes son necesarias para la preservación de la moralidad y virtud islámica. De todas las naciones de mayoría musulmana solo Turquía ha modificado su legislación para legalizar la homosexualidad y solo Bosnia y Herzegovina tiene legislación antidiscriminación. En algunos países no hay una legislación específica para condenar a los homosexuales, pero se les condena bajo leyes de moral pública, como en Egipto, o son víctimas de crímenes de honor, como en Jordania. En algunos países, aunque sigue siendo ilegal, la homosexualidad es tolerada si no es pública, como en Líbano o Túnez.

### Pena de muerte
En 2016, la Asociación Internacional de Gays y Lesbianas (ILGA) publicó su último informe State Sponsored Homophobia Report ("Informe sobre la homofobia promovida por el estado"). El informe menciona a trece países que castigan con la pena de muerte "actos sexuales homosexuales" haciendo referencia a leyes basadas en la sharía. En Irán, Arabia Saudí y Yemen, la pena de muerte está legislada a nivel nacional; de forma local, en Nigeria, en las provincias del norte y en Somalia en las provincias del sur; en la legislación, pero no implementada, en Afganistán, Mauritania, Paquistán y los Emiratos Árabes Unidos; introducida por cortes no estatales por Estado Islámico en partes de Irak y Siria y por los hutíes en Yemen. Adicionalmente, Brunéi ha ido introduciendo de forma gradual desde 2014 un nuevo código penal basado en la sharia que prescribe la lapidación para el sexo entre hombres, incluyendo a menores y no musulmanes, también los extranjeros.
Estas ejecuciones no son infrecuentes, aunque resulta difícil conseguir información debido a lo opaco del sistema judicial. Activistas que defienden los derechos humanos, entre ellos Amnistía Internacional, afirman que entre 4000 y 6000 hombres gais y lesbianas han sido ejecutados en Irán por crímenes relacionados con la homosexualidad desde 1979. Según la The Boroumand Foundation, existen por lo menos 107 ejecuciones documentadas por acusaciones relacionadas con la homosexualidad entre 1979 y 1990. Uno de los casos más mediáticos fue la ejecución de Mahmoud Asgari y Ayaz Marhoni en 2005. No está clara la edad de los tres menores involucrados cuando ocurrieron los hechos, pero se cree que todos eran menores y que por lo menos uno de los ejecutados todavía lo era. La ejecución fue por una supuesta violación de otro menor de 13 años, pero OutRage afirma que el sexo fue consentido. Otro caso similar en diciembre de 2007 fue el de Makwan Moloudzadeh, otro menor de 13 años acusado de la violación de tres menores. A pesar de que los tres menores retractaron su acusación y Moloudzadeh retractó su confesión, y a pesar de que a los 13 años no se le podía aplicar la pena de muerte, Moloudzadeh fue ejecutado sin que su abogado o su familia fueran informados antes. En 2016 Irán confirmó la primera ejecución de un menor por homosexualidad. Las ejecuciones continúan a 2019; un hombre fue ejecutado en enero de 2019 en la ciudad de Kazerun por homosexualidad y por haber secuestrado a dos menores de 15 años.
En Arabia Saudí, que no posee un código penal codificado, se suele interpretar la sharía de forma que musulmanes casados que practican la sodomía o musulmanes que practican la sodomía con no musulmanes pueden ser lapidados, aunque el castigo depende de la interpretación del juez. En general, el sistema judicial saudí es muy opaco y resulta muy difícil conocer detalles o la veracidad de casos concretos. El caso de dos travestidos paquistaníes que fueron metidos en un saco y apalizados hasta la muerte ha sido negado por las autoridades saudíes. En la mayoría de los casos de aplicación de la pena de muerte se trata de inmigrantes en los que además de la homosexualidad se acumulan otros delitos como violación, asesinato, o tráfico de drogas, como ejemplifica el caso de un ciudadano yemení que fue decapitado y posteriormente crucificado por la violación y asesinato de un ciudadano paquistaní.

### Latigazos
Otro castigo muy extendido son los latigazos. En Irán se aplican a la parte activa 100 latigazos si no está casado o si no ha habido uso de la fuerza; en caso contrario, se le condenaría como al pasivo a la pena de muerte. También en Sudán se castiga a 100 latigazos a quienes cometan el delito de sodomía por primera vez. En Arabia Saudita se ha condenado a homosexuales a 1000 latigazos por grabar un video gay o a 450 por usar Twitter para ligar. En la reciente introducción de la sharía en Brunéi, los latigazos son otro posible castigo por homosexualidad.
Los latigazos como castigo también están muy extendidos en Aceh, provincia de Indonesia, donde homosexuales son condenados regularmente. Inicialmente realizados de forma pública, las protestas internacionales llevaron a que el gobernador decidiera en 2017 que se realizaran a puerta cerrada. A pesar de ello, en 2018 dos hombres todavía recibieron 80 latigazos en una plaza pública por homosexualidad.
En 2018 se introdujo por primera en Malasia vez el castigo para lesbianas, que recibieron seis latigazos. La pareja también fue sentenciada a multas de 3300 Ringgit cada uno ($ 800).

### Situación legal por país
A continuación se muestra en una tabla con la situación legal de la homosexualidad en los distintos países de mayoría musulmana:
| País                   | Leyes contra la homosexualidad | Condena | Leyes de unión homosexual | Leyes contra la discriminación | Adopción |
| ---------------------- | ------------------------------ | --- | ------------------------- | ------------------------------ | -------- |
| Afganistán             | Sí                             | Pena de muerte | No                        | No                             | No       |
| Albania                | No                             | – | No                        | Sí                             | No       |
| Arabia Saudita         | Sí                             | Pena de muerte, prisión (hasta cadena perpetua), multa, flagelación, deportación                                  | No                        | No                             | No       |
| Argelia                | Sí                             | Prisión y multa                                                                                                   | No                        | No                             | No       |
| Azerbaiyán             | No                             | – | No                        | No                             | No       |
| Baréin                 | No                             | – | No                        | No                             | No       |
| Bangladés              | Sí                             | Prisión desde 10 años hasta cadena perpetua                                                                       | No                        | No                             | No       |
| Bosnia y Herzegovina   | No                             | – | No                        | Sí                             | No       |
| Brunéi                 | Sí                             | Pena de muerte por apedreamiento, prisión, latigazos, multa                                                       | No                        | No                             | No       |
| Burkina Faso           | No                             | – | No                        | No                             | No       |
| Catar                  | Sí                             | Pena de muerte, prisión, multa, tortura corporal, deportación                                                     | No                        | No                             | No       |
| Chad                   | Sí                             | Prisión y multas                                                                                                  | No                        | No                             | No       |
| Comoras                | Sí                             | Prisión de 5 años y/o multas                                                                                      | No                        | No                             | No       |
| Costa de Marfil        | No                             | – | No                        | No                             | No       |
| Egipto                 | Sí / No                        | 17 años de prisión con trabajos forzados, multas y deportación                                                    | No                        | No                             | No       |
| Emiratos Árabes Unidos | Sí                             | Condena máxima sin límite, a discreción de la sentencia de la corte. Condena mínima de 6 meses de prisión         | No                        | No                             | No       |
| Eritrea                | Sí                             | Prisión de hasta 3 años                                                                                           | No                        | No                             | No       |
| Gambia                 | Sí                             | Hasta cadena perpetua                                                                                             | No                        | No                             | No       |
| Guinea                 | Sí                             | Prisión de hasta 10 años y multas                                                                                 | No                        | No                             | No       |
| Guinea-Bisáu           | No                             | – | No                        | No                             | No       |
| Indonesia              | No                             | – | No                        | No                             | No       |
| Irán                   | Sí                             | Pena de muerte, prisión, torturas corporales, multas                                                              | No                        | No                             | No       |
| Irak                   | Sí                             | 15 años de prisión, multas y deportación                                                                          | No                        | No                             | No       |
| Jordania               | No                             | – | No                        | No                             | No       |
| Kazajistán             | No                             | – | No                        | No                             | No       |
| Kuwait                 | Sí                             | Cadena perpetua, multas, deportación                                                                              | No                        | No                             | No       |
| Líbano                 | Sí / No                        | Prisión | No                        | No                             | No       |
| Libia                  | Sí                             | Pena de muerte, prisión, desaparición forzada, tortura, y otros tipos de violencia                                | No                        | No                             | No       |
| Malasia                | Sí                             | Prisión de hasta 20 años, varillazos, multas y deportación                                                        | No                        | No                             | No       |
| Maldivas               | Sí                             | Prisión de hasta 8 años, azotes, arresto domiciliario, multas, deportación                                        | No                        | No                             | No       |
| Malí                   | No                             | – | No                        | No                             | No       |
| Mauritania             | Sí                             | Muerte para hombres, prisión y multas para mujeres                                                                | No                        | No                             | No       |
| Marruecos              | Sí                             | Prisión, trabajos forzados, multas                                                                                | No                        | No                             | No       |
| Níger                  | No                             | – | No                        | No                             | No       |
| Nigeria                | Sí                             | Pena de muerte en estados que se rigen por ley islámica, prisión de hasta 14 años en estados no islámicos         | No                        | No                             | No       |
| Omán                   | Sí                             | Multas y prisión                                                                                                  | No                        | No                             | No       |
| Pakistán               | Sí                             | Prisión desde 2 años hasta cadena perpetua y/o multas, pena de muerte                                             | No                        | No                             | No       |
| Senegal                | Sí                             | Prisión de hasta 5 años más multa                                                                                 | No                        | No                             | No       |
| Sierra Leona           | Sí                             | Cadena perpetua                                                                                                   | No                        | No                             | No       |
| Somalia                | Sí                             | Pena de muerte bajo ley islámica, prisión de 3 meses a 3 años bajo ley civil                                      | No                        | No                             | No       |
| Sudán                  | Sí                             | Prisión desde 5 años hasta cadena perpetua                                                                        | No                        | No                             | No       |
| Siria                  | Sí                             | Hasta 3 años de prisión                                                                                           | No                        | No                             | No       |
| Tayikistán             | No                             | – | No                        | No                             | No       |
| Tanzania               | Sí                             | Hasta cadena perpetua con multas                                                                                  | No                        | No                             | No       |
| Túnez                  | Sí                             | Hasta 3 años de prisión                                                                                           | No                        | No                             | No       |
| Turquía                | No                             | – | No                        | No                             | No       |
| Turkmenistán           | Sí                             | De 2 a 5 años de prisión                                                                                          | No                        | No                             | No       |
| Uzbekistán             | Sí                             | Prisión de hasta 3 años                                                                                           | No                        | No                             | No       |
| Yemen                  | Sí                             | Pena de muerte (estados bajo el control de los hutíes). Latigazos, prisión y hasta ejecución (República de Yemen) | No                        | No                             | No       |
| Yibuti                 | No                             | – | No                        | No                             | No       |

## Sociedad

### Opinión pública
Una encuesta del Pew Research Center de 2013 indica que los musulmanes consideran por una abrumadora mayoría la homosexualidad inmoral. La opinión de los musulmanes que consideraban que la homosexualidad no era moralmente aceptable iba desde el 99% en Camerún, el 98% en Etiopía, o el 97% de Líbano, al 71% de Guinea-Bisáu. Ese mismo año, el Pew Research Center publicó otra encuesta sobre la aceptación de la homosexualidad en el mundo, dejando clara una gran división entre los países occidentales de América y Europa y los países musulmanes y de África. Así, un 97% de tunecinos, un 97% de jordanos, un 95% de egipcios, un 93% de indonesios, un 87% de paquistaníes, un 86% de malayos, 80% de libaneses y un 78% de turcos consideraban que la homosexualidad "no debería ser aceptada por la sociedad".

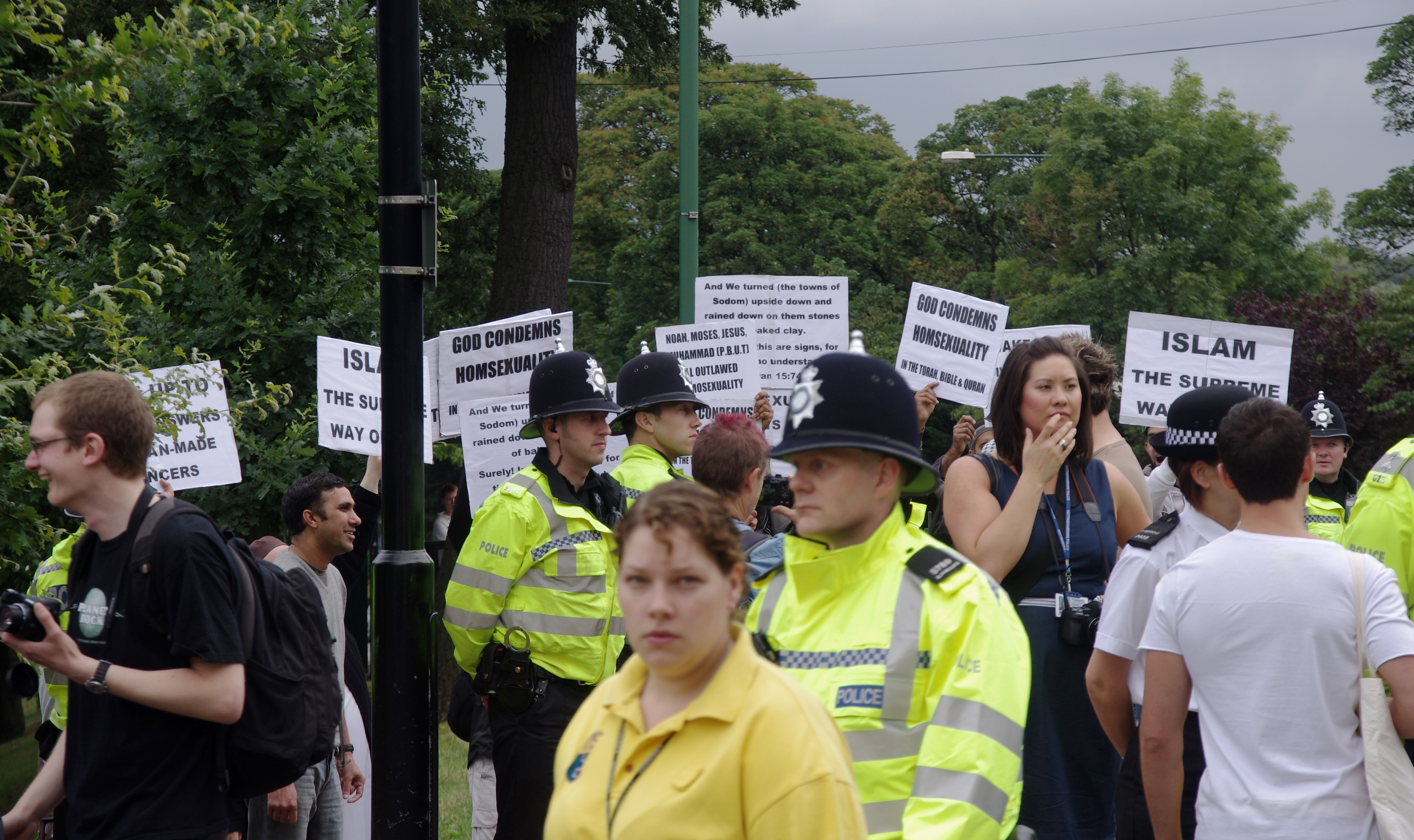
Musulmanes protestando la marcha del Orgullo Gay de Nottingham (Inglaterra) en 2010

Los musulmanes que viven en países occidentales suelen rechazar la homosexualidad en mayor medida que la media de los países en los que viven. Una encuesta de 2007 realizada entre musulmanes británicos mostraba que un 61% opinaba que la homosexualidad debería ser ilegal, alcanzando el 71% entre los jóvenes musulmanes. En 2009, una encuesta de Gallup mostraba que ninguno de los 500 musulmanes británicos encuestados consideraba que la homosexualidad era "moralmente aceptable". El hecho contrasta con el 35% de los 1001 musulmanes franceses que consideraban que la homosexualidad era moralmente aceptable. En una encuesta realizada por ICM a 1081 musulmanes británicos en 2016, el 52% estaban en desacuerdo con la afirmación "la homosexualidad debería ser legal en Gran Bretaña", mientras que un 18% estaba de acuerdo. En la misma encuesta, el 56% de los musulmanes británicos estaba en desacuerdo con la frase "el matrimonio homosexual debería ser legal en Gran Bretaña", comparado con un 20% del grupo de control, y un 47% estaba en desacuerdo con la frase " es aceptable que un homosexual sea profesor en una escuela", comparado con un 14% del grupo de control. En Estados Unidos la opinión sobre la homosexualidad ha ido mejorando, aunque sigue a distancia de la media nacional. Así, en 2007 sólo un 27% consideraban que la homosexualidad debía ser aceptada; en 2011 ya eran el 39% y en 2017 ya era una escasa mayoría del 52%, lo que los coloca por encima de la aceptación en grupos evangélicos. En una encuesta de 2012, el 51% de los turcos en Alemania —que representan dos tercios de la población musulmana de Alemania— consideraban la homosexualidad una enfermedad.

### Violencia homófoba
La violencia homófoba toma aspectos muy distintos en los diferentes países de mayoría islámica. En general, las mujeres transexuales son consideradas hombres gais, al no serles reconocida su identidad de género.
El caso más extremo de persecución es el ocurrido en los territorios dominados por Estado Islámico en Irak y Siria de 2014 a 2017. Este acoso de homosexuales tuvo su antecedente en Irak en el asesinato de emos en 2012, cuando hasta 70 jóvenes fueron torturados y asesinados por "bloques" —es decir, fueron golpeados con bloques de cemento prefabricado hasta la muerte—, por "satanismo" y ser "contra natura". Los autores de los asesinatos nunca han sido determinados, pero existen sospechas fundadas de que detrás se hallaban milicias paramilitares y la policía religiosa. El gobierno iraquí seguía con su campaña de terror y ejecuciones extrajudiciales de homosexuales en 2017. En Siria la situación también empeoró hacia 2012, tras las revueltas populares en Siria. Las detenciones, secuestros y extorsión de homosexuales se convirtieron en la regla en los territorios dominados por Jabhat al Nusra y Estado Islámico, exigiendo rescates de hasta 11 000 $. Hacia 2014 comenzaron los asesinatos por lanzamiento desde edificios altos y posterior lapidación de hombres acusados de sodomía. Se calcula que por lo menos 120 hombres han sido ejecutados es esta manera en territorio sirio e iraquí dominado por Estado Islámico, aunque su número exacto es difícil de determinar. Otras milicias y grupos en Siria, como Ahrar al-Sham o la llamada «Corte Judicial de Alepo», también han sido acusados del asesinato de homosexuales. El secuestro, tortura y violación de homosexuales siguen siendo habituales, tanto en Siria e Irak, como en Afganistán.
Un caso similar de persecución paraestatal es el de persecución de homosexuales por grupos parapoliciales en Chechenia en 2017 y 2019. El gobierno de la República de Chechenia, una provincia de la Federación Rusa, ha lanzado una caza de personas bajo sospecha de ser homosexuales, que incluye el secuestro, encarcelamiento y tortura de los desaparecidos en campos de concentración. Un número desconocido de hombres han muerto como consecuencia del trato recibido. El caso más prominente es el del cantante Zelimján Bakáyev, que desapareció en 2017 tras viajar a Grozni para celebrar la boda de su hermana.
Otra forma extendida de violencia son los crímenes de honor, en lo que es la misma familia la que asesina a la persona que supuestamente ha traído deshonor a la familia, en este caso, sobre todo hombres afeminados o "pasivos" en el sexo. En Irán es perfectamente legal para el padre o el abuelo asesinar al hijo o nieto gay. En Chechenia el mismo presidente, Ramzán Kadýrov, ha hecho público que perdonará los crímenes de honor contra personas LGBT; las mismas fuerzas paramilitares animan/amenazan a las familias para "solucionar" ellas mismas el "problema". En Siria, en el caos de la guerra, las familias también asesinan a los miembros que les han traído "deshonor". Incluso en Turquía, uno de los países islámicos más avanzados en derechos LGBT, los asesinatos de honor son una ocurrencia regular. El caso más conocido es el del estudiante Ahmet Yıldız, asesinado por su padre en 2008. Tan recientemente como 2021, el iraní Ali Fazeli Monfared fue asesinado por su hermanastro y dos de sus primos, que posteriormente llamaron a la madre para decirle donde podía encontrar el cuerpo decapitado de su hijo.
En Turquía, donde la homosexualidad es legal, el asesinato de mujeres transexuales es habitual, siendo en 2013 el primer país en número de homicidios transfóbicos de entre los miembros del Consejo de Europa y el séptimo del mundo. De 2008 a 2016 se habían producido 43 asesinatos. El caso más conocido fue el de Hande Kader en 2008, que llegó a generar noticias internacionales. Asesinatos de mujeres transexuales también son habituales en Paquistán; de 2008 a 2016 se habían producido 37 asesinatos.
Incluso en países en los que hay una cierta "tolerancia" social hacia la homosexualidad, existe el peligro de acoso y violencia. Por ejemplo, en Marruecos, una mujer transgénero fue perseguida y violentamente agredida en la calle por una multitud en Fez en julio de 2015. Otro caso ocurrió en Beni Mellal, cuando un grupo de hombres irrumpió en una vivienda donde sorprendieron a una pareja gay desnudos en la cama. Los dos hombres fueron brutalmente agredidos y luego, ensangrentados y desnudos, fueron sacados a la calle para una humillación pública. Ambos casos se han dado a conocer gracias a grabaciones que se han publicado en Internet. Pero los incidentes más graves en Marruecos han sido los disturbios de Alcazarquivir en 2007, en los que una turba de entre 6 000 y 13 000 personas recorrieron la ciudad en busca de un grupo de personas que aparecían en un vídeo de una supuesta boda homosexual.

#### Violencia homófoba islámica en Occidente
El mayor caso de violencia homófoba islámica en Occidente fue el ataque terrorista contra la discoteca gay Pulse, en Orlando (Florida, Estados Unidos) el 12 de junio de 2016. La masacre fue en su momento el segundo mayor atentado terrorista en suelo estadounidense después de los atentados del 11 de septiembre de 2001 y el mayor ataque contra la comunidad LGBT del país, costando la vida a 50 personas. El terrorista juró lealtad a Estado Islámico justo antes del ataque y el grupo asumió su autoría. En 2022 un hombre noruego de origen iraní disparó en un bar gay de Oslo al grito de «Al·lahu-àkbar», asesinando a dos personas e hiriendo a otras 21, 10 de ellas graves. La policía ha abortado planes para ataques similares por parte de elementos islamistas en Seattle, EE. UU., en 2013, donde un terrorista trató de incendiar una discoteca en Nochevieja con 300 personas en su interior; en 2017 y 2018 en Francia; y en 2018 en Alemania.
En 2008, un grupo de diez jóvenes musulmanes asaltaron un pase de modas realizado en Ámsterdam a favor de la tolerancia a personas LGBT; el modelo Mike Du Pree fue atacado violentamente, tirado de la pasarela y sufrió diversas heridas. En 2012 un grupo de cinco jóvenes musulmanes atacaron un bar con gases lacrimógenos en la zona gay de Le Marais, en París.
Las agresiones también se realizan a inmigrantes LGBT de países musulmanes por otros inmigrantes, a menudo en los mismos centros de acogida. Esto ha llevado a la necesidad de abrir centros de acogida especializados para la comunidad LGBT en Alemania. En España se acaba de abrir una residencia para refugiados LGBT financiada por la Comunidad de Madrid. En 2016 un joven transexual tunecino fue apuñalado por un grupo de autoproclamados miembros de Estado Islámico en Bélgica.

## Homonacionalismo islamófobo
En países occidentales, han surgido grupos y movimientos sociales y políticos, tanto dentro como fuera del movimiento LGBT, especialmente vinculados a la ultraderecha, que tienen un discurso islamofóbico contra los inmigrantes provenientes del mundo árabe, en su mayoría de países que aplican la ley sharia, donde se criminalizan los actos homosexuales entre adultos, consensuados y dentro del ámbito privado, argumentando mediante generalización apresurada, que todos los musulmanes, por provenir de esa cultura, fomentan o incitan el rechazo hacia la comunidad LGBT y promueven, justifican o perpetran ellos mismos, delitos de odio homofóbicos, incluso desconociendo a los asilados musulmanes LGBT que temen ser sancionados, encarcelados o ejecutados por su orientación sexual.